# أوتو ورمبر
أوتو فريدريك ورمبر (بالإنجليزية: Otto Frederick Warmbier)، (مواليد 12 ديسمبر 1994 - 19 يونيو 2017)، وهو طالب أمريكي جامعي سافر إلى كوريا الشمالية، وتعرض للاعتقال على يد النظام الشيوعي بسبب سرقة لوحة الدعاية السياسية للنظام الكوري في الفندق الذي سكن فيه الطالب أوتو بتاريخ 2 يناير 2016م، حيث حكم عليه بالسجن 15 عاماً بتهمة الإساءة لتعليمات القانون الكوري الشمالي.
و صرح ترمب بتغريدة على تويتر بأنه لن يترك الحادثة تمر دون عقاب تجاه النظام الكوري الشمالي قريبا.

## وفاته
توفي وارمبير في 19 يونيو 2017، بعد ستة أيام من عودته إلى الولايات المتحدة. ألقى بعض المسؤولين الأمريكيين اللوم على كوريا الشمالية لوفاته.